# United Auto Workers
United Auto Workers (UAW) (nom officiel : United Automobile, Aerospace & Agricultural Implement Workers of America International Union) est un des plus importants syndicats de travailleurs d'Amérique du Nord avec environ 700 000 membres aux États-Unis, Canada et Porto Rico, organisés dans environ 950 sections. Elle est affiliée à IndustriALL global union, au Congrès du travail du Canada et à la Fédération américaine du travail - Congrès des organisations industrielles.

## Histoire

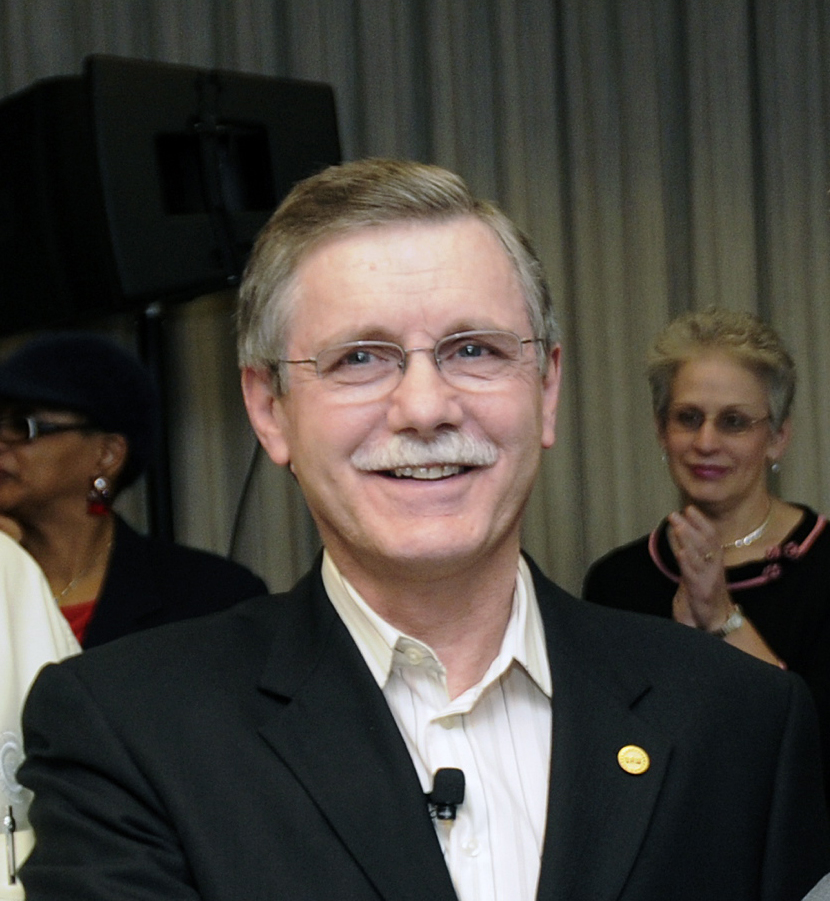
Ron Gettelfinger en 2007.

L'UAW a été fondé en mai 1935 à Détroit (Michigan) par l'American Federation of Labor (AFL).
L'UAW rencontra rapidement le succès avec ses grèves de sit-in, d'abord à la General Motors à Atlanta (Géorgie) en 1936, de manière plus connue à Flint, à partir du mouvement lancé le 30 décembre 1936. Cette grève se conclut en février 1937 après 44 jours de grève la médiation du gouverneur du Michigan Frank Murphy, qui négocia la reconnaissance du syndicat par GM. Elle fut obtenue le mois suivant chez Chrysler. Ford combattit l'UAW, mais dut plier en 1941. Dans les années 1930, la pègre et des recrues des milices patronales conduisent des actions punitives contre le syndicat.
L'entrée en guerre contre le Japon fit voter à l'UAW un renoncement à la grève pendant le conflit. En 1946, Walter Reuther en devint président jusqu'à sa mort en 1970. Il négocia de nombreux avantages, notamment sur les frais de santé, d'abord avec un constructeur puis le faisait étendre aux autres. Les ouvriers de l'UAW devinrent parmi les plus favorisés du pays et l'UAW attira aussi des travailleurs d'autres secteurs comme l'aérospatiale. À la fin des années 1970, le syndicat compte près de 1,5 million de membres salariés ou retraités.
La situation se retourna dans les années 1970 avec le choc pétrolier. La crise culmina en 1979 avec la faillite de Chrysler. Les fermetures d'usines et le chômage, renforcés par la concurrence étrangère, provoquèrent de graves dégâts sociaux, comme a pu le montrer Michael Moore dans Roger et moi. La Manufacturing Belt fut alors rebaptisée Rust Belt. Le patronat américain, confronté à la concurrence japonaise en particulier et aux avantages acquis des salariés auxquels ne sont que très peu soumis ses concurrents, fait pression sur l'UAW pour négocier un abandon de certains acquis sociaux pour ses salariés et retraités. Le mouvement s'est renforcé en 2005 après la faillite de l'équipementier Delphi.
En 1985, les Canadiens quittèrent l'UAW pour former le syndicat autonome, les Travailleurs canadiens de l'automobile.
Avec la crise des constructeurs américains, concurrencés par les implantations locales des constructeurs asiatiques, l'UAW aurait en 2006 moins de 600 000 adhérents, contre un sommet de 1,5 million en 1979.
L'UAW est depuis 2005 en position difficile chez General Motors, avec qui il doit négocier des suppressions d'emplois et d'avantages en termes de couverture santé pour éviter la faillite du groupe et l'équipementier Delphi. Son président Ron Gettelfinger a déclaré en juin 2006 que sa priorité était de soutenir le Parti démocrate, en y consacrant soixante millions de dollars de ses réserves de grève. En 2008, l'UAW a apporté un net soutien à la candidature de Barack Obama, attendant le vote de lois plus favorables aux syndicats.
À l'appel du UAW, 73 000 employés de GM se mettent en grève en septembre 2007 au sujet du renouvellement du contrat salarial.
En 2007, le nombre d'adhérents d'UAW a chuté de 14 %, pour atteindre 464 910 syndiqués, son plus bas niveau depuis 1941, en raison notamment des nombreux départs anticipés et fermetures d'usines chez les constructeurs américains.
En 2009, en pleine crise financière, l'UAW crée la surprise en devenant actionnaire majoritaire de Chrysler, à hauteur de 55 %. Certains analystes s'interrogent, car l'UAW a été un donateur important du Parti démocrate, dont l'administration est au pouvoir. L'UAW doit également détenir 17,5 % du capital de General Motors à sa sortie du chapitre 11, mais a dû négocier des contreparties comme la renoncement à la grève jusque 2015, des baisses de salaires et la reprise de la gestion de l'assurance-santé.
Une grève contre les trois grands constructeurs automobiles (en) (Ford, General Motors et Stellantis par sa filiale Chrysler) débute le 15 septembre 2023. C'est la première fois de son histoire que l'UAW fait grève simultanément dans les trois grands groupes, débrayant différents sites au fil des semaines. Ford est la première à céder en signant un protocole d'accord le 26 octobre, suivie par Stellantis et General Motors, prévoyant notamment un salaire minimum de 35$/heure.

## Situation actuelle

### Organisation et représentativité
L'UAW est organisée en dix régions et 600 syndicats locaux.
Elle compte 400 000 membres actifs et 580 000 retraités.
L'UAW est présente en particulier dans les secteurs de l'automobile, de l'aéronautique, de la défense, des machines agricoles, des paris, de l'enseignement supérieur, de la santé mais aussi du secteur public.
L'UAW est adhérente de l'AFL-CIO, du Congrès du travail du Canada et de la fédération internationale indistriALL.

### Politique
L'UAW développe des partenariats innovants avec les employeurs.
L'UAW a obtenu le premier système d'assurance payé par l'employeur au profit des salariés de l'industrie.
L'UAW a également obtenu des programmes complets de formation et de formation continue.

### Contexte
L'UAW se développe dans des contextes parfois difficiles. En particulier, des campagnes d'intimidation ou de menaces tentent de restreindre l'installation ou le développement de syndicats défenseurs de salariés.
Par exemple, la société Nissan organise des réunions et des campagnes antisyndicales dans les locaux de l'entreprise, via un réseau télévisé interne, et mène des entretiens individuels contre les syndicats.